# Ahmed Bouakane
 (juin 2021).
Si vous disposez d'ouvrages ou d'articles de référence ou si vous connaissez des sites web de qualité traitant du thème abordé ici, merci de compléter l'article en donnant les références utiles à sa vérifiabilité et en les liant à la section « Notes et références ».
Ahmed Bouakane, né en Algérie, est un wali.

## Biographie

### Études
Il a fait des études agronomiques secondaire et supérieur.

### Fonctions
Ses principales fonctions occupées sont :
- Directeur du Développement au Ministère de l'Agriculture: 1984-1985
- directeur de la production végétale au ministère de l’agriculture 1985-1986
- wali de la wilaya de chlef de 1986-1990
- chargé d’études au ministère de l’intérieur 1990-1991
- inspecteur général au ministère de l’agriculture 1991
- secrétaire général du ministère de l’agriculture 1991-2000